# Rugby Europe Super Cup 2023
 (janvier 2024).
Si vous disposez d'ouvrages ou d'articles de référence ou si vous connaissez des sites web de qualité traitant du thème abordé ici, merci de compléter l'article en donnant les références utiles à sa vérifiabilité et en les liant à la section « Notes et références ».
Navigation
Rugby Europe Super Cup 2022 Rugby Europe Super Cup 2024
La Rugby Europe Super Cup 2023 est la 3e édition de la compétition qui se déroule du 4 novembre 2023 au 22 décembre 2023. Cette compétition de clubs annuelle voit s'affronter un mélange de clubs professionnels et des franchises nationales de pays émergents du rugby européen pour le titre de la Super Cup.
Pour la première fois, la Fédération tchèque de rugby participera à la compétition européenne des clubs avec la participation des Bohemia Rugby Warriors. La franchise jouera ses matchs au stade Marketa de Prague, la franchise étant composée de membres expérimentés de l'équipe nationale senior et de jeunes joueurs talentueux.

## Format
Alors que les éditions précédents étaient basés sur les conférences régionales lors de la phase initiale du tournoi, les poules refléteront désormais le classement des équipes de la dernière édition.
La poule A comprendra le double vainqueur Black Lion, le Tel Aviv Heat, les Lusitanos et les Castilla y León Iberians, tandis que la poule B sera disputée par les Brussels Devils, Delta, les Romanian Wolves et les Bohemia Rugby Warriors.
Spécialement conçue pour cette saison, la compétition débutera en novembre après la Coupe du monde de rugby, avec 20 matchs disputés en novembre et décembre 2023. Chaque équipe disputera cinq rencontres, quel que soit son classement.
La phase du tournoi en poule verra chaque équipe affronter ses adversaires de poule lors d'un match à domicile ou à l'extérieur au cours des 3 premières semaines de novembre. À l'issue de la phase de poules, trois équipes de la poule A et le vainqueur de la poule B se qualifieront pour les demi-finales du haut, tandis que les 4 autres équipes joueront les demi-finales du bas. Ces matchs se joueront le premier week-end de décembre. La compétition se terminera par deux week-ends de « grande finale » les 16 et 22 décembre où toutes les positions de la première à la dernière seront déterminées (4 matchs) et couronnera le vainqueur de la Super Cup de cette saison.

## Liste des équipes en compétition
La compétition oppose pour la saison 2023 les huit équipes suivantes :
| Club                     | Fondé | Stade                              | Ville       | Pays     |
| ------------------------ | ----- | ---------------------------------- | ----------- | -------- |
| Black Lion               | 2021  | Stade de rugby d'Avchala           | Tbilissi    | Géorgie  |
| Tel Aviv Heat            | 2021  | Stade HaMoshava                    | Petah Tikva | Israël   |
| Romanian Wolves          | 2004  | Stade Arcul de Triumf              | Bucarest    | Roumanie |
| Brussels Devils          | 2021  | Stade communal de Soignies         | Soignies    | Belgique |
| Delta                    | 2021  | Sportpark Bokkeduinen              | Amersfoort  | Pays-Bas |
| Lusitanos XV             | 2013  | Centro de Alto Rendimento do Jamor | Lisbonne    | Portugal |
| Castilla y León Iberians | 2021  | Campos de Pepe-Rojo                | Valladolid  | Espagne  |
| Bohemia Rugby Warriors   | 2023  | Markéta Stadium (en)               | Prague      | Tchéquie |

## Phase régulière

### Poule A

#### Classement
| Rang | Club                     | J | V | N | D | Bo | Bd | Pm | Pe | Diff | Pts |
| ---- | ------------------------ | - | - | - | - | -- | -- | -- | -- | ---- | --- |
| 1    | Black Lion               | 3 | 3 | 0 | 0 | 2  | 0  | 90 | 46 | +44  | 14  |
| 2    | Tel Aviv Heat            | 3 | 2 | 0 | 1 | 2  | 1  | 96 | 72 | +24  | 11  |
| 3    | Castilla y León Iberians | 3 | 1 | 0 | 2 | 0  | 0  | 57 | 90 | -33  | 4   |
| 4    | Lusitanos XV             | 3 | 0 | 0 | 3 | 0  | 1  | 36 | 71 | -35  | 1   |

|  | Qualifiés pour les demi-finales (no 1, no 2, no 3). |
|  | Reversés en demi-finales de classement (no 4).      |

Attribution des points : victoire sur tapis vert : 5, victoire : 4, match nul : 2, défaite : 0, forfait : -2 ; plus les bonus (offensif : 3 essais de plus que l'adversaire ; défensif : défaite par 7 points d'écart ou moins; les deux bonus peuvent se cumuler).

### Résultats détaillés
1re journée
| Match 1 4 novembre 2023 15 h 45 UTC+04:00 | Black Lion | 39 - 19 (20 - 5) | Castilla y León Iberians | Avchala Stadium, Tbilissi Arbitre : Cristian Șerban |
| Match 1 4 novembre 2023 15 h 45 UTC+04:00 | Rapport    |                  |                          | Avchala Stadium, Tbilissi Arbitre : Cristian Șerban |
| Match 1 4 novembre 2023 15 h 45 UTC+04:00 |            |                  |                          | Avchala Stadium, Tbilissi Arbitre : Cristian Șerban |

| Match 2 4 novembre 2023 14 h 50 UTC±00:00 | Lusitanos XV | 23 - 31 (13 - 5) | Tel Aviv Heat | Campo do Jamor, Lisbonne Arbitre : Ian Kenny |
| Match 2 4 novembre 2023 14 h 50 UTC±00:00 | Rapport      |                  |               | Campo do Jamor, Lisbonne Arbitre : Ian Kenny |
| Match 2 4 novembre 2023 14 h 50 UTC±00:00 |              |                  |               | Campo do Jamor, Lisbonne Arbitre : Ian Kenny |

2e journée
| Match 6 11 novembre 2023 16 h 0 UTC±00:00 | Lusitanos XV | 0 - 22 (0 - 10) | Black Lion | Campo do Jamor, Lisbonne Arbitre : Keane Davison |
| Match 6 11 novembre 2023 16 h 0 UTC±00:00 | Rapport      |                 |            | Campo do Jamor, Lisbonne Arbitre : Keane Davison |
| Match 6 11 novembre 2023 16 h 0 UTC±00:00 |              |                 |            | Campo do Jamor, Lisbonne Arbitre : Keane Davison |

| Match 8 12 novembre 2023 12 h 30 UTC+01:00 | Castilla y León Iberians | 20 - 38 (10 - 19) | Tel Aviv Heat | Stade Pepe Rojo, Valladolid Arbitre : Shota Tevzadze |
| Match 8 12 novembre 2023 12 h 30 UTC+01:00 | Rapport                  |                   |               | Stade Pepe Rojo, Valladolid Arbitre : Shota Tevzadze |
| Match 8 12 novembre 2023 12 h 30 UTC+01:00 |                          |                   |               | Stade Pepe Rojo, Valladolid Arbitre : Shota Tevzadze |

3e journée
| Match 18 novembre 2023 18 h 50 UTC+02:00 | Tel Aviv Heat | 27 - 29 (6 - 23) | Black Lion | Tsirion stadium, Limassol Arbitre : Luc Ramos |
| Match 18 novembre 2023 18 h 50 UTC+02:00 | Rapport       |                  |            | Tsirion stadium, Limassol Arbitre : Luc Ramos |
| Match 18 novembre 2023 18 h 50 UTC+02:00 |               |                  |            | Tsirion stadium, Limassol Arbitre : Luc Ramos |

| Match 19 novembre 2023 12 h 30 UTC+01:00 | Castilla y León Iberians | 18 - 13 (12 - 6) | Lusitanos XV | Stadium Pepe Rojo, Valladolid Arbitre : Saba Abulashvili |
| Match 19 novembre 2023 12 h 30 UTC+01:00 | Rapport                  |                  |              | Stadium Pepe Rojo, Valladolid Arbitre : Saba Abulashvili |
| Match 19 novembre 2023 12 h 30 UTC+01:00 |                          |                  |              | Stadium Pepe Rojo, Valladolid Arbitre : Saba Abulashvili |

### Poule B

#### Classement
| Rang | Club                   | J | V | N | D | Bo | Bd | Pm  | Pe  | Diff | Pts |
| ---- | ---------------------- | - | - | - | - | -- | -- | --- | --- | ---- | --- |
| 1    | Romanian Wolves        | 3 | 3 | 0 | 0 | 3  | 0  | 167 | 17  | +150 | 15  |
| 2    | Brussels Devils        | 3 | 2 | 0 | 1 | 2  | 0  | 89  | 82  | +7   | 10  |
| 3    | Delta                  | 3 | 1 | 0 | 2 | 1  | 0  | 91  | 72  | +19  | 5   |
| 4    | Bohemia Rugby Warriors | 3 | 0 | 0 | 3 | 0  | 0  | 17  | 193 | -176 | 0   |

|  | Qualifiés pour les demi-finales (no 1).                    |
|  | Reversés en demi-finales de classement (no 2, no 3, no 4). |

Attribution des points : victoire sur tapis vert : 5, victoire : 4, match nul : 2, défaite : 0, forfait : -2 ; plus les bonus (offensif : 3 essais de plus que l'adversaire ; défensif : défaite par 7 points d'écart ou moins; les deux bonus peuvent se cumuler).

### Résultats détaillés
1re journée
| Match 3 4 novembre 2023 18 h 50 UTC+01:00 | Brussels Devils | 41 - 12 (20 - 9) | Delta Amesrfoort | Municipal Stadium, Soignies Arbitre : Mike English |
| Match 3 4 novembre 2023 18 h 50 UTC+01:00 | Rapport         |                  |                  | Municipal Stadium, Soignies Arbitre : Mike English |
| Match 3 4 novembre 2023 18 h 50 UTC+01:00 |                 |                  |                  | Municipal Stadium, Soignies Arbitre : Mike English |

| Match 4 5 novembre 2023 12 h 50 UTC±02:00 | Romanian Wolves | 76 - 7 (45 - 0) | Bohemia Rugby Warriors | Arena Zimbrilor, Baia Mare Arbitre : Eugeniu Procopi |
| Match 4 5 novembre 2023 12 h 50 UTC±02:00 | Rapport         |                 |                        | Arena Zimbrilor, Baia Mare Arbitre : Eugeniu Procopi |
| Match 4 5 novembre 2023 12 h 50 UTC±02:00 |                 |                 |                        | Arena Zimbrilor, Baia Mare Arbitre : Eugeniu Procopi |

2e journée
| Match 5 10 novembre 2023 19 h 30 UTC+01:00 | Delta Amesrfoort | 5 - 31 (0 - 19) | Romanian Wolves | NRCA Stadium, Amsterdam Arbitre : Saba Abulashvili |
| Match 5 10 novembre 2023 19 h 30 UTC+01:00 | Rapport          |                 |                 | NRCA Stadium, Amsterdam Arbitre : Saba Abulashvili |
| Match 5 10 novembre 2023 19 h 30 UTC+01:00 |                  |                 |                 | NRCA Stadium, Amsterdam Arbitre : Saba Abulashvili |

| Match 7 11 novembre 2023 21 h 0 UTC+01:00 | Bohemia Rugby Warriors | 10 - 43 (3 - 24) | Brussels Devils | Stade Marketa, Prague Arbitre : Iñigo Atorrasagasti |
| Match 7 11 novembre 2023 21 h 0 UTC+01:00 | Rapport                |                  |                 | Stade Marketa, Prague Arbitre : Iñigo Atorrasagasti |
| Match 7 11 novembre 2023 21 h 0 UTC+01:00 |                        |                  |                 | Stade Marketa, Prague Arbitre : Iñigo Atorrasagasti |

3e journée
| Match 9 16 novembre 2023 18 h 50 UTC+01:00 | Bohemia Rugby Warriors | 0 - 74 (0 - 34) | Delta Amesrfoort | Stade Marketa, Prague Arbitre : Ethan Glass |
| Match 9 16 novembre 2023 18 h 50 UTC+01:00 | Rapport                |                 |                  | Stade Marketa, Prague Arbitre : Ethan Glass |
| Match 9 16 novembre 2023 18 h 50 UTC+01:00 |                        |                 |                  | Stade Marketa, Prague Arbitre : Ethan Glass |

| Match 11 18 novembre 2023 20 h 20 UTC+01:00 | Brussels Devils | 5 - 60 (0 - 32) | Romanian Wolves | Municipal Stadium, Soignies Arbitre : Paulo Duarte |
| Match 11 18 novembre 2023 20 h 20 UTC+01:00 | Rapport         |                 |                 | Municipal Stadium, Soignies Arbitre : Paulo Duarte |
| Match 11 18 novembre 2023 20 h 20 UTC+01:00 |                 |                 |                 | Municipal Stadium, Soignies Arbitre : Paulo Duarte |

## Phase finale

### Tableau match de classement
|  | Demi-finales de classement | Demi-finales de classement |                        |    | Match pour la 5e place | Match pour la 5e place |
|  | Demi-finales de classement | Demi-finales de classement |                        |    | Match pour la 5e place | Match pour la 5e place |
|  |                            |                            |                        |    |                        |                        |
|  | le 2 décembre 2023         | le 2 décembre 2023         |                        |    | le 16 décembre 2023    | le 16 décembre 2023    |
|  | le 2 décembre 2023         | le 2 décembre 2023         |                        |    | le 16 décembre 2023    | le 16 décembre 2023    |
|  | Delta Amesrfoort           | 8                          |                        |    | le 16 décembre 2023    | le 16 décembre 2023    |
|  | Delta Amesrfoort           | 8                          |                        |    | le 16 décembre 2023    | le 16 décembre 2023    |
|  | Lusitanos XV               | 53                         |                        |    | le 16 décembre 2023    | le 16 décembre 2023    |
|  | Lusitanos XV               | 53                         | Lusitanos XV           | 46 |                        |                        |
|  | le 3 décembre 2023         |                            | Lusitanos XV           | 46 |                        |                        |
|  |                            | Brussels Devils            | 29                     |    |                        |                        |
|  | Brussels Devils            | Brussels Devils            | 29                     | 44 |                        |                        |
|  | Brussels Devils            |                            |                        | 44 |                        |                        |
|  | Bohemia Rugby Warriors     | 10                         |                        |    |                        |                        |
|  | Bohemia Rugby Warriors     | 10                         | Match pour la 7e place |    |                        |                        |
|  |                            |                            |                        |    |                        |                        |
|  | le 16 décembre 2023        |                            |                        |    |                        |                        |
|  |                            |                            |                        |    |                        |                        |
|  | Delta Amesrfoort           | 55                         |                        |    |                        |                        |
|  | Delta Amesrfoort           | 55                         |                        |    |                        |                        |
|  | Bohemia Rugby Warriors     | 3                          |                        |    |                        |                        |
|  | Bohemia Rugby Warriors     | 3                          |                        |    |                        |                        |

#### Demi-finales de classement
| 2 décembre 2023 18 h 50 UTC+01:00 | Delta Amesrfoort | 8 - 53 (8 - 15) | Lusitanos XV | NRCA Stadium, Amsterdam 100 spectateurs Arbitre : Ethan Glass |
| 2 décembre 2023 18 h 50 UTC+01:00 | Essai(s) : 1 Limmen (11e) Pénalité(s) : 1 Weersma (36e) Carton(s) jaune(s) : 3 Coetzee (45e), Raymond (69e), Weersma (72e) | Rapport         | Essai(s) : 8 Durão (33e, 40e), Freudenthal (46e), Lucas (49e), Vicente (65e), Santos (69e), J.Belo (74e), Leite (78e) Transformation(s) : 6 Abecasis ( 40e, 46e, 50e, 71e, 78e) Pénalité(s) : 1 Abecasis (21e) Carton(s) jaune(s) : 1 M.Belo (10e) | NRCA Stadium, Amsterdam 100 spectateurs Arbitre : Ethan Glass |
| 2 décembre 2023 18 h 50 UTC+01:00 | | Rapport         | | NRCA Stadium, Amsterdam 100 spectateurs Arbitre : Ethan Glass |

| 3 décembre 2023 12 h 35 UTC+01:00 | Brussels Devils | 44 - 10 (18 - 7) | Bohemia Rugby Warriors | Stade communal, Soignies 250 spectateurs Arbitre : Alexandru Ionescu |
| 3 décembre 2023 12 h 35 UTC+01:00 | Rapport         |                  |                        | Stade communal, Soignies 250 spectateurs Arbitre : Alexandru Ionescu |
| 3 décembre 2023 12 h 35 UTC+01:00 |                 |                  |                        | Stade communal, Soignies 250 spectateurs Arbitre : Alexandru Ionescu |

#### Match pour la7eplace
| 16 décembre 2023 14 h 50 UTC+01:00 | Delta Amesrfoort | 55 - 3 (29 - 3) | Bohemia Rugby Warriors      | NRCA Stadium, Amsterdam 150 spectateurs Arbitre : Paulo Duarte |
| 16 décembre 2023 14 h 50 UTC+01:00 | Essai(s) : 9 Sialau (6e, 45e), Voets (14e, 31e), Edwards (27e), Van Beek (35e), De Waaij (58e), van Oord (64e), Roters (72e) Transformation(s) : 5 Verplancke (28e, 36e, 46e), Van Oord (64e, 73e) | Rapport         | Pénalité(s) : 1 Horak (11e) | NRCA Stadium, Amsterdam 150 spectateurs Arbitre : Paulo Duarte |
| 16 décembre 2023 14 h 50 UTC+01:00 | | Rapport         |                             | NRCA Stadium, Amsterdam 150 spectateurs Arbitre : Paulo Duarte |

#### Match pour la5eplace
| 16 décembre 2023 11 h 50 UTC+00:00 | Lusitanos XV | 46 - 29 a. p. (12 - 17) | Brussels Devils | NRCA Stadium, Amsterdam 150 spectateurs Arbitre : Iñigo Atorrasagasti |
| 16 décembre 2023 11 h 50 UTC+00:00 | Essai(s) : 8 Cardoso Pinto (9e), Abecasis (26e), Leite (52e, 93e), Costa Campos (57e), Granate (66e), Cunha (81e), Sousa Guedes (84e) Transformation(s) : 2 Abecasis (10e), Sousa Guedes (85e) Carton(s) jaune(s) : 1 Belo (35e) | Rapport                 | Essai(s) : 5 Ruelle (6e), Pazgrat (20e), André (38e, 60e), Vermeersch (47e) Transformation(s) : 2 Dequenne (7e, 48e) | NRCA Stadium, Amsterdam 150 spectateurs Arbitre : Iñigo Atorrasagasti |
| 16 décembre 2023 11 h 50 UTC+00:00 | | Rapport                 | | NRCA Stadium, Amsterdam 150 spectateurs Arbitre : Iñigo Atorrasagasti |

### Tableau final
|  | Demi-finales             | Demi-finales       |                        |    | Finale              | Finale              |
|  | Demi-finales             | Demi-finales       |                        |    | Finale              | Finale              |
|  |                          |                    |                        |    |                     |                     |
|  | le 2 décembre 2023       | le 2 décembre 2023 |                        |    | le 22 décembre 2023 | le 22 décembre 2023 |
|  | le 2 décembre 2023       | le 2 décembre 2023 |                        |    | le 22 décembre 2023 | le 22 décembre 2023 |
|  | Black Lion               | 41                 |                        |    | le 22 décembre 2023 | le 22 décembre 2023 |
|  | Black Lion               | 41                 |                        |    | le 22 décembre 2023 | le 22 décembre 2023 |
|  | Castilla y León Iberians | 0                  |                        |    | le 22 décembre 2023 | le 22 décembre 2023 |
|  | Castilla y León Iberians | 0                  | Black Lion             | 27 |                     |                     |
|  | le 3 décembre 2023       |                    | Black Lion             | 27 |                     |                     |
|  |                          | Tel Aviv Heat      | 17                     |    |                     |                     |
|  | Tel Aviv Heat            | Tel Aviv Heat      | 17                     | 31 |                     |                     |
|  | Tel Aviv Heat            |                    |                        | 31 |                     |                     |
|  | Romanian Wolves          | 6                  |                        |    |                     |                     |
|  | Romanian Wolves          | 6                  | Match pour la 3e place |    |                     |                     |
|  |                          |                    |                        |    |                     |                     |
|  | le 16 décembre 2023      |                    |                        |    |                     |                     |
|  |                          |                    |                        |    |                     |                     |
|  | Castilla y León Iberians | 17                 |                        |    |                     |                     |
|  | Castilla y León Iberians | 17                 |                        |    |                     |                     |
|  | Romanian Wolves          | 41                 |                        |    |                     |                     |
|  | Romanian Wolves          | 41                 |                        |    |                     |                     |

#### Demi-finales
| 2 décembre 2023 13 h 50 UTC+04:00 | Black Lion | 41 - 0 (27 - 0) | Castilla y León Iberians | Avchala Stadium, Tbilissi 800 spectateurs Arbitre : Ruairidh Campbell |
| 2 décembre 2023 13 h 50 UTC+04:00 | Essai(s) : 6 Tabutsadze (4e), Todua (14e), Spanderashvili (31e, 38e), Sharikadze (45e), Mamrikishvili (71e) Transformation(s) : 4 Matkava (5e, 32e, 46e, 72e) Pénalité(s) : 1 Matkava (12e) | Rapport         |                          | Avchala Stadium, Tbilissi 800 spectateurs Arbitre : Ruairidh Campbell |
| 2 décembre 2023 13 h 50 UTC+04:00 | | Rapport         |                          | Avchala Stadium, Tbilissi 800 spectateurs Arbitre : Ruairidh Campbell |

| 3 décembre 2023 13 h 30 UTC+01:00 | Tel Aviv Heat | 31 - 6 (17 - 6) | Romanian Wolves                                                                        | National Rugby Center, Budapest 500 spectateurs Arbitre : Andrew Cole |
| 3 décembre 2023 13 h 30 UTC+01:00 | Essai(s) : 4 Muller (29e), Verity-Amm (36e), Kunatani (48e), Dlamini (66e) Transformation(s) : 4 Chait (30e, 37e, 49e), Isaacs (67e) Pénalité(s) : 1 Chait (20e) Carton(s) jaune(s) : 1 Hobbs-Awoyemi (70e) | Rapport         | Pénalité(s) : 2 Nichitean (16e, 25e) Carton(s) jaune(s) : 2 Apostol (35e), Iancu (65e) | National Rugby Center, Budapest 500 spectateurs Arbitre : Andrew Cole |
| 3 décembre 2023 13 h 30 UTC+01:00 | | Rapport         |                                                                                        | National Rugby Center, Budapest 500 spectateurs Arbitre : Andrew Cole |

#### Match pour la3eplace
| 16 décembre 2023 17 h 50 UTC+01:00 | Castilla y León Iberians | 17 - 41 (12 - 28) | Romanian Wolves | NRCA Stadium, Amsterdam 150 spectateurs Arbitre : Sulkhan Chikhladze |
| 16 décembre 2023 17 h 50 UTC+01:00 | Essai(s) : 3 Cosculluela (11e), Vega (36e), Zapiain (76e) Transformation(s) : 1 Otamendi (12e) Carton(s) jaune(s) : 1 Pérez (9e) | Rapport           | Essai(s) : 6 Dardzulidze (14e, 19e, 32e), Fakaosilea (39e), Bitsadze (44e), Popoaia (79e) Transformation(s) : 4 Popoaia (15e, 20e, 33e, 40e) Pénalité(s) : 1 Popoaia (66e) Carton(s) jaune(s) : 2 Dardzulidze (34e), Bitsadze (76e) | NRCA Stadium, Amsterdam 150 spectateurs Arbitre : Sulkhan Chikhladze |
| 16 décembre 2023 17 h 50 UTC+01:00 | | Rapport           | | NRCA Stadium, Amsterdam 150 spectateurs Arbitre : Sulkhan Chikhladze |

#### Finale
| 22 décembre 2023 17 h 0 UTC+03:00 | Black Lion | 27 - 17 (24 - 7) | Tel Aviv Heat                                                         | Avchala Stadium, Tbilissi 1 500 spectateurs Arbitre : Andrew Cole |
| 22 décembre 2023 17 h 0 UTC+03:00 | Essai(s) : 3 Kervalishvili (17e), Todua (20e), Ivanishvili (37e) Transformation(s) : 3 Matkava (18e, 21e, 38e) Pénalité(s) : 2 Matkava (7e, 69e) Carton(s) jaune(s) : 2 Mamamtavrishvili (27e), Mamrikishvili (74e) Carton(s) rouge(s) : 1 Kervalishvili (48e) | Rapport          | Essai(s) : 3 de pénalité (26e), Rautenbach (53e), Hobbs-Awoyemi (65e) | Avchala Stadium, Tbilissi 1 500 spectateurs Arbitre : Andrew Cole |
| 22 décembre 2023 17 h 0 UTC+03:00 | | Rapport          |                                                                       | Avchala Stadium, Tbilissi 1 500 spectateurs Arbitre : Andrew Cole |

## Classement final
|   | Équipes                  |
| - | ------------------------ |
| 1 | Black Lion               |
| 2 | Tel Aviv Heat            |
| 3 | Romanian Wolves          |
| 4 | Castilla y León Iberians |
| 5 | Lusitanos XV             |
| 6 | Brussels Devils          |
| 7 | Delta                    |
| 8 | Bohemia Rugby Warriors   |

## Statistiques de la compétition

### Meilleurs réalisateurs
L'arrière roumain des Romanian Wolves, Paul Popoaia (en), termine meilleur réalisateur de la compétition avec 73 points inscrits dont quatre essais, trois pénalités et vingt-deux transformations
| Rang | Joueur            | Club            | Poste                                        | Points |
| ---- | ----------------- | --------------- | -------------------------------------------- | ------ |
| 1    | Paul Popoaia (en) | Romanian Wolves | Arrière                                      | 73     |
| 2    | Luka Matkava      | Black Lion      | Demi d'ouverture                             | 53     |
| 3    | Jorge Abecasis    | Lusitanos XV    | Demi d'ouverture                             | 38     |
| 4    | Jordan Chait (en) | Tel Aviv Heat   | Demi d'ouverture                             | 35     |
| 5    | Rémy Driesen      | Brussels Devils | Arrière, ailier                              | 28     |
| 6    | David Weersma     | Delta           | Demi d'ouverture, centre                     | 27     |
| 7    | Semi Kunatani     | Tel Aviv Heat   | Troisième ligne centre, troisième ligne aile | 25     |
| 8    | Douze joueurs     | Douze joueurs   | Douze joueurs                                | 15     |

### Meilleurs marqueurs d'essais
Le troisième ligne fidjien du Tel Aviv Heat, Semi Kunatani, termine meilleur marqueur d'essais de la compétition avec cinq réalisations.
| Rang | Joueur                | Club            | Poste                                        | Essais |
| ---- | --------------------- | --------------- | -------------------------------------------- | ------ |
| 1    | Semi Kunatani         | Tel Aviv Heat   | Troisième ligne centre, troisième ligne aile | 5      |
| 2    | Paul Popoaia (en)     | Romanian Wolves | Arrière                                      | 4      |
| 3    | Victor André          | Brussels Devils | Centre, ailier                               | 3      |
| 3    | Manuel Cardoso Pinto  | Lusitanos XV    | Arrière, ailier                              | 3      |
| 3    | Mate Dardzulidze      | Romanian Wolves | Deuxième ligne                               | 3      |
| 3    | Luka Ivanishvili (en) | Black Lion      | Troisième ligne aile, troisième ligne centre | 3      |
| 3    | Mihai Lămboiu (en)    | Romanian Wolves | Ailier                                       | 3      |
| 3    | Daily Limmen          | Delta           | Centre                                       | 3      |
| 3    | Kefentse Mahlo (en)   | Romanian Wolves | Ailier, arrière                              | 3      |
| 3    | Matt More (en)        | Tel Aviv Heat   | Ailier                                       | 3      |
| 3    | Levan Papidze         | Romanian Wolves | Talonneur                                    | 3      |
| 3    | Akaki Tabutsadze      | Black Lion      | Ailier                                       | 3      |
| 3    | Alexander Todua       | Black Lion      | Ailier                                       | 3      |